# キョクトウ・アソシエイツ
キョクトウ・アソシエイツは、かつて存在した日本の文具メーカー。2019年（平成31年）にアピカと事業統合し、日本ノート株式会社となった。会社合併後も「キョクトウ」ブランドの文具の生産を継続している。

## 会社概要
日本ノート株式会社（にっぽんノート、NIPPON NOTE Co.,Ltd.）は、東京都江東区冬木に本社を、大阪府大阪市西区江戸堀に大阪事務所を置く、主に学童向けの学習帳、文具を製造、販売する文具メーカーである。
前身のキョクトウ・アソシエイツは「佐野ノート」として1922年創業。1948年に極東ノート株式会社（きょくとうノート）となるが、ゴルフ場経営の失敗がもとで1993年に倒産。会社更生法の適用を受け経営再建を目指していたが、更生計画が達成困難となったために改めて民事再生法の適用を受け、2003年に同社の子会社であったキョクトウ・アソシエイツに文具関連事業を譲渡したものである。
元々大阪で創業したため、学習ノートセグメントでは特に関西地方を中心に大きなシェアを保有した。
1978年に発売されたジュニア・エポカ学習帳、また1988年発売のムツゴロウの学習ノート、「かんがえる学習帳」が定番ブランドとなった。かんがえる学習帳は2011年にリニューアルし、日本を代表する動物写真家の岩合光昭が撮影した世界の動物を全アイテムの表紙写真に採用。
営業拠点は大阪本社の他、東京、札幌、広島、福岡に営業所を置き、岡山に自社工場を保有している。

## 主な商品
- 学童向け学習帳
- 各種学習ノート
- 学童用文具
- 一般向け文具
- コピー用紙
- バインダー

など